# Ролинс (окръг, Канзас)
Окръг Ролинс (на английски: Rawlins County) е окръг в щата Канзас, Съединени американски щати. Площта му е 2771 km², а населението - 2672 души. Административен център е град Атуд.